# David Lloyd George
David Lloyd George, Bá tước thứ nhất Lloyd-George của Dwyfor (sinh ngày 17 tháng 1 năm 1863 - mất ngày 26 tháng 3 năm 1945) là Thủ tướng Anh trong nửa cuối của thế chiến I. Ông giữ cương vị Thủ tướng Anh trong sáu năm, giữa năm 1916 và năm 1922.

## Tiểu sử
Lloyd George sinh ra ở Chorlton-on-Medlock, Manchester, Lancashire, trong gia đình cha là William George và mẹ là Elizabeth Lloyd George, người xứ Wales. Cha của ông, người đã qua đời trước khi Lloyd George hai tuổi, là giáo viên và nông dân. Khi còn trẻ, ông sống với mẹ và anh trai. Khi ông 21 tuổi, Lloyd George đã trở thành luật sư và mở một văn phòng ở phía sau ngôi nhà của anh trai mình.